# Застава Уједињених нација
Застава Уједињених нација је усвојена 20. октобра, 1947. Застава је званични амблем Уједињених нација. На њој је приказана планета земља у белој боји на плавој позадини окружена двема гранама маслине, које симболизују мир. Плава позадина симболизује све људе на свету. Застава слична овој је први пут употребљена 1945, са разликама у приказивању планете земље. Бело и плаво су званичне боје Уједињених нација.

## Изведене заставе

### Агенције и организације
- Застава Светског програма за храну

| Застава | Скраћеница | Име организације                                              | Опис заставе |
| ------- | ---------- | ------------------------------------------------------------- | --- |
|         | ИАЕА       | Међународна агенција за атомску енергију                      | ИАЕА има заставу исте боје као и застава Уједињних нација и маслинове гранчице на њој. Средишњи симбол је Радерфордов модел атома. ИАЕА је независна организација, али шаље извештаје Уједињеним нацијама. |
|         | ИКАО       | Организација међународног цивилног ваздухопловства            | |
|         | ИЛО        | Међународна организација рада                                 | |
|         | ИМО        | Међународна поморска организација                             | |
|         | ИТУ        | Међународна унија за телекомуникације                         | |
|         | УНЕСКО     | Организација Уједињених нација за образовање, науку и културу | |
|         | УНИЦЕФ     | Фонд Уједињених нација за децу                                | |
|         | УПУ        | Светски поштански савез                                       | |
|         | СЗО        | Светска здравствена организација                              | |
|         | СМО        | Светска метеоролошка организација                             | |

### Заставе држава
- Застава Сомалије, са петокраком звездом у средишту, користи боје Уједнињених нација као захвалност УН на помоћи око независности Сомалије.[1][2]
- Администрација УН-а у Камбоџи је користила боје са заставе УН-а.[3]

- Сомалија
- Камбоџа (1992–1993)

### Предложене заставе
- Предложена застава Антарктика (дизајн Грахама Бартрама) користи боје са заставе УН-а,[4] облик континента у белој боји на плавој позадини.
- Неколико предлога за заставе Босне и Херцегоцине користе боје са заставе УН-а.[5]

- Антарктик (предлог)
- Босна и Херцегоцина (предлог)
- Босна и Херцегоцина (предлог)
- Босна и Херцегоцина (предлог)